# Cima Piazzi
Cima Piazzi (także Cima dei Piazzi, Cima de' Piazzi) — szczyt i podgrupa górska w pasmie Alpi di Livigno (Livigno-Alpen) w Alpach Retyckich. Leży w Lombardii w prowincji Sondrio. Najwyższy szczyt osiąga 3439 m. Cima Piazzi jest najwyższym szczytem Alpi di Livigno.
Szczyty grupy:
- Cima Piazzi (3439 m),
- Pizzo Dosdè (3280 m),
- Cima di Saoseo (3265 m),
- Cima di Lago Spalmo (3262 m),
- Corno di San Colombano (3022 m),
- Monte Rinalpi (3009 m).